# Kościół św. Floriana w Ozimku
Kościół świętego Floriana – rzymskokatolicki kościół filialny należący do parafii św. Jana Chrzciciela w Ozimku. Nazywany jest przez mieszkańców Starym Kościołem.

## Historia
Inicjatorem budowy świątyni był ksiądz Franciszek Pietruszka, który w dniu 10 lipca 1933 roku objął obowiązki kuratusa w Ozimku i zdecydował, że nowa świątynia będzie wybudowana przy granicy z wsią Schodnia. W dniu 26 marca 1934 roku ksiądz kardynał Adolf Bertram wydał pismo zezwalające na budowę świątyni w Ozimku, według projektu architekta i diecezjalnego radcy budowlanego Mokrossa. Prace budowlane rozpoczęły się w dniu 11 czerwca 1934 roku. Prace budowlane, ciesielskie i betoniarskie zostały wykonane przez firmę Jana Okona z Opola. Funkcję kierownika budowy pełnił architekt Mokross. W niedzielę 12 sierpnia 1934 roku ksiądz dziekan Karol Herold, proboszcz parafii w Zębowicach, poświęcił kamień węgielny pod nową świątynię. Już rok później, czyli w dniu 7 lipca 1935 roku świątynia została konsekrowana przez księdza kardynała Adolfa Bertrama. W dniu 28 stycznia 1936 roku tenże kardynał utworzył samodzielną placówkę duszpasterską (kurację, niem. Kuratiegemeide) w Ozimku. Dekret o powołaniu placówki w tym samym dniu wszedł w życie.